# NGC 7129
NGC 7129 est un amas ouvert associé à une nébuleuse par réflexion situé dans la constellation de Céphée. Il a été découvert par l'astronome germano-britannique William Herschel en 1794.
Selon la classification des amas ouverts, cet amas referme moins de 50 étoiles (la lettre p) dont la concentration est faible (IV) et dont les magnitudes se répartissent sur un intervalle moyen (le chiffre 2). Lynga indique également que l'amas compte 10 étoiles.

## Observation
Avec une magnitude visuelle de 11,5, on peut observer l'amas avec un télescope dont l'ouverture est d'au moins 200 mm.

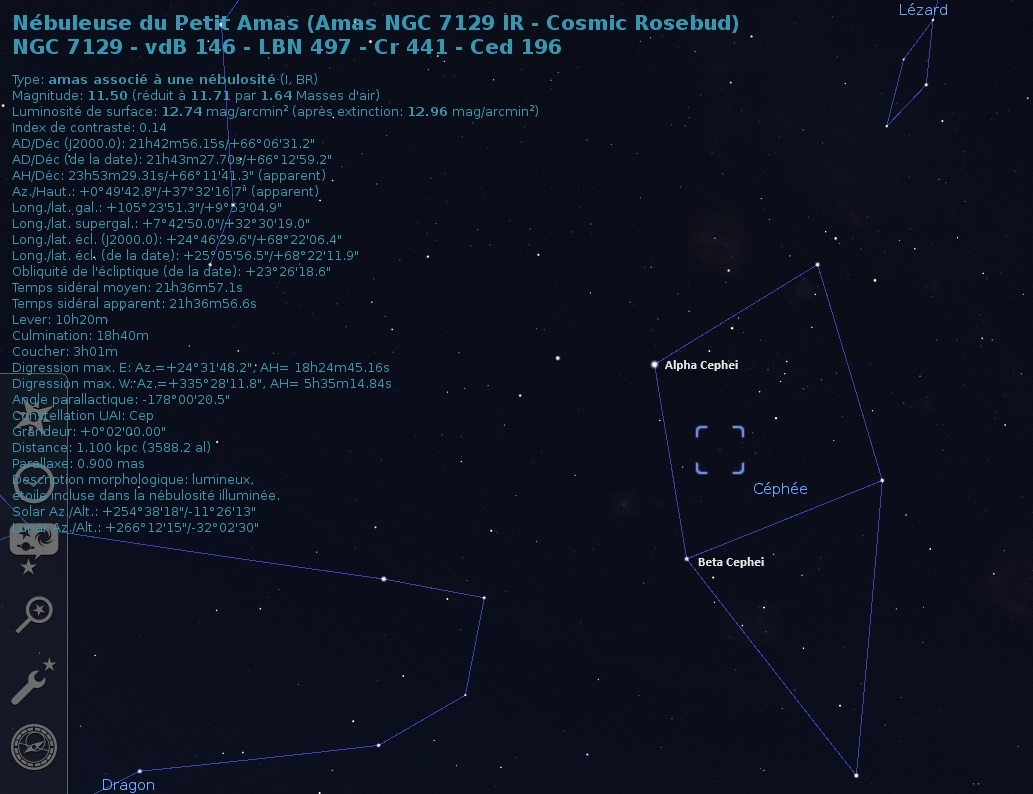
Localisation de NGC 7129 dans la constellation de Céphée (Stellarium).

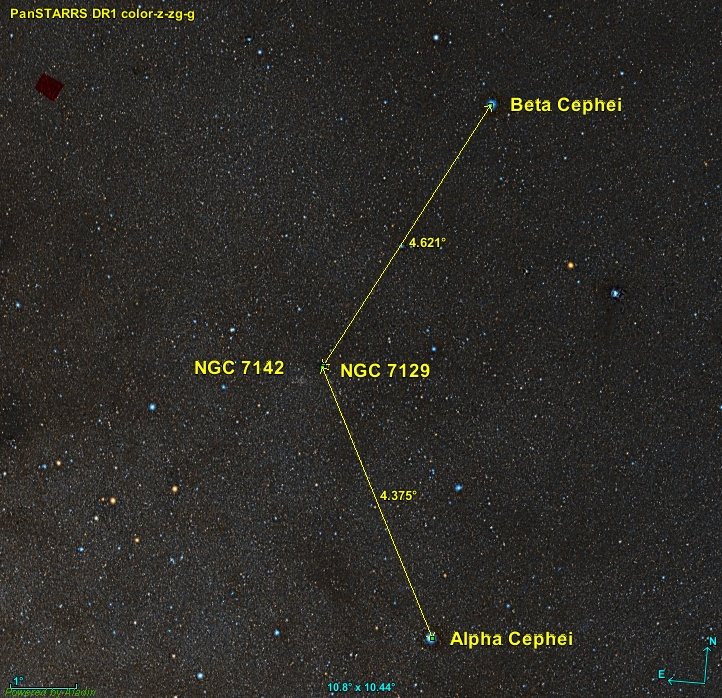
Position de NGC 7129 par rapport à deux étoiles.

NGC 7129 est situé à environ 4,6 degrés au sud-est de l'étoile Beta Cephei et à 4,4 degrés au nord-est d'Alpha Cephei. NGC 7142, un autre amas ouvert, est situé à l'ouest près de NGC 7129.

## Caractéristiques

### Distance, taille et vitesse
La base de données Simbad indique cinq valeurs de la parallaxe de l'amas mesurée par le satellite Gaia et provenant de récentes publications (2018 à 2021), soit 1,132 ± 0,039 0 mas, 1,075 ± 0,064 mas, 1,086 ± 0,050 mas, 1,086 ± 0,011 mas et 1,086 ± 0,050 mas. La moyenne de ces cinq valeurs et de leurs incertitudes sont 1,093 ± 0,043 mas ce qui correspond à une distance de 915 ± 36 pc (∼2 980 al).
La taille apparente de l'amas (ou de la nébuleuse ?) est de 7′, ce qui, compte tenu de la distance de 915 ± 36 pc et grâce à un calcul simple, équivaut à une taille réelle de 6,1 ± 0,2 al.
La vitesse de cet amas est inconnue.

### Métallicité
Simbad rapporte une valeur de la métallicité provenant soit 0,128. Selon cette valeur, le pourcentage d'éléments lourds (plus lourd que l'hydrogène et l'hélium) de cet amas est de 134% (10+0,128) de celui du Soleil.

## Les étoiles de NGC 7129
Le logiciel Aladin du centre de données astronomiques de Strasbourg permet d'identifier les étoiles les plus brillantes dans le voisinage de l'amas. Les caractéristiques de ces étoiles sont aussi disponibles sur la base de données Simbad.

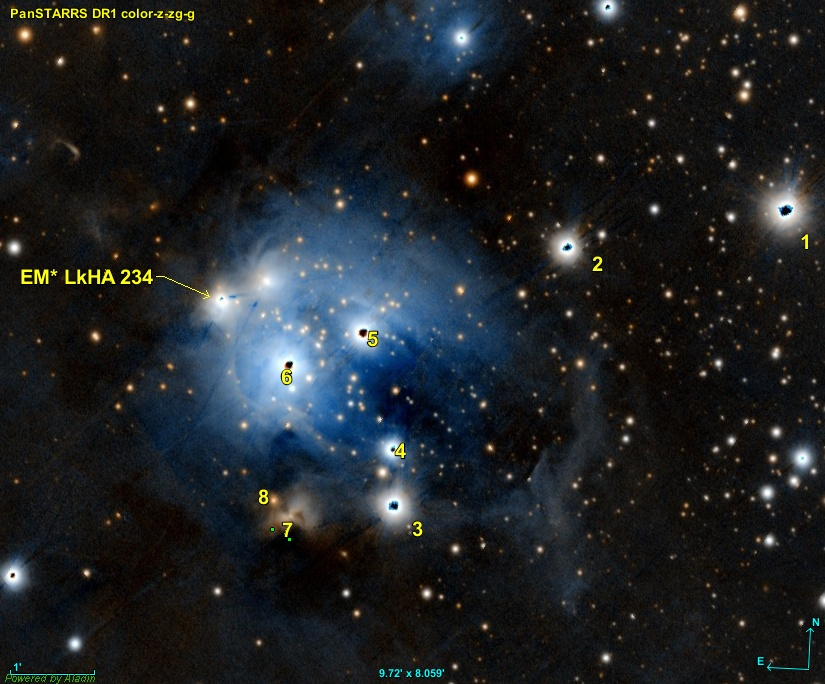
Les principales étoiles de l'amas. Le numéro de l'image correspond à la ligne du tableau.

Des neufs étoiles les plus brillantes dans le champ de vision de NGC 7129, deux sont vraiment trop rapprochées pour être membres de l'amas. Deux autres étoiles variables présentent des distances nettement différentes de la distance moyenne de l'amas (V* V332 Cep et V* V990 Cep), mais en raison de l'incertitude de ces valeurs, elles sont peut-être membres de NGC 7129. Enfin, notons que cet amas renferme deux Objets Herbig-Haro.
Un maser H2O a été découvert dans la région LkHα 234 près de l'étoile EM* LkHA 234,.
| Num # | Nom                 | α                 | δ                 | type          | P (mas)         | d (pc)     | μα* (mas/an) | μδ* (mas/an) | mV       | Rem          |
| ----- | ------------------- | ----------------- | ----------------- | ------------- | --------------- | ---------- | ------------ | ------------ | -------- | ------------ |
| #1    | BD+65 1631          | 21h 42m 01.67188s | 66° 08′ 16.04149″ | K0            | 2,9878 ± 0,0118 | 335 ± 1    | -17,806      | 5,643        | 9,27     | Nm           |
| #2    | TYC 4261-842-1      | 21h 42m 26.92511s | 66° 07′ 42.60274″ | G9-K0         | 1,2343 ± 0,0127 | 810 ± 8    | 0,772        | 1,292        | 10,37    |              |
| #3    | [HL85] NGC 7129-S I | 21h 42m 45.2s     | 66° 04′ 34″       | Aucune donnée |                 |            |              |              |          |              |
| #4    | BD+65 1636          | 21h 42m 36.88479s | 66° 05′ 13.79936″ | B8V           | 3,0023 ± 0,0141 | 331 ± 2    | 18,081       | 6,632        | 10,98    | Nm           |
| #5    | BD+65 1637          | 21h 42m 50.17987s | 66° 06′ 35.18661″ | B3IV-Vne      | 1,119 ± 0,0135  | 894 ± 11   | -1,868       | -3,932       | 10,53    | Herbig Ae/Be |
| #6    | BD+65 1638          | 21h 42m 58.5802s  | 66° 06′ 10.50582″ | B3V           | 2,2575 ± 0,3530 | 443 ± 69   | 0,065        | -2,856       | 10,42    | Nm           |
| #7    | V* V392 Cep         | 21h 42m 58.58020s | 66° 04′ 57.73964″ | ?             | 1,6671 ± 0,6125 | 600 ± 220  | -1,732       | -4,464       | 20,460 G | V Ori & Mp   |
| #8    | V* V990 Cep         | 21h 42m 59.62361s | 66° 04′ 33.89222″ | M1.5V         | 0,7913 ± 0,2282 | 1264 ± 364 | -4,111       | -4,673       | 18,32    | V Ori & Mp   |
| #9    | EM* LkHA 234        | 21h 43m 6.82181s  | 66° 06′ 54.20227″ | B5Ve          | 1,1403 ± 0,0199 | 877 ± 15   | -1,680       | -3,443       | 12,73    | Herbig Ae/Be |

- Nm = Non membre
- Herbig Ae/Be = Objet Herbig-Haro
- G = Magnitude dans la bande verte
- Mp = Membre probable
- V Ori = Étoile variable de type Orion

Simbad montre aussi un bouton nommé Children. En cliquant sur ce bouton, on atteint une section de cette base de données qui renferme un tableau contenant 303 entrées, dont 154 Children pour NGC 7129. Cependant, des étoiles (les Children) peuvent apparaître plusieurs fois dans la deuxième colonne du tableau, d'où le nombre de liens bibliographiques qui est supérieure au nombre d'étoiles. La quatrième colonne de ce tableau indique la probabilité que l'étoile appartienne à l'amas. En cliquant sur le titre de cette colonne, on peut classer la probabilité par ordre croissant ou décroissant. En cliquant sur la désignation de l'étoile, on atteint la page de Simbad qui résume ses propriétés.

## Galerie

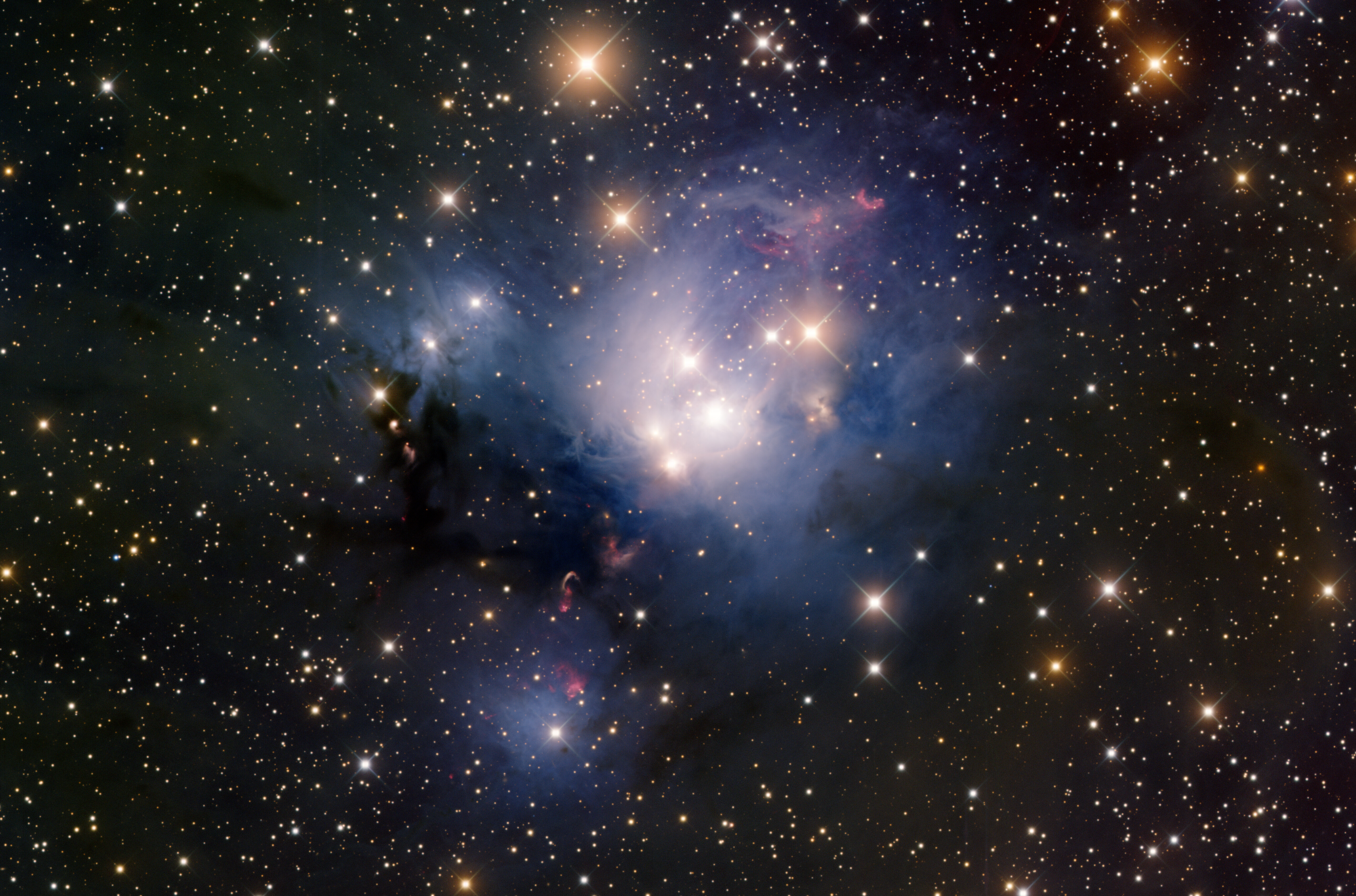
NGC 7129 par T. A. Rector/University of Alaska Anchorage, H. Schweiker/WIYN and NOIRLab/NSF/AURA.
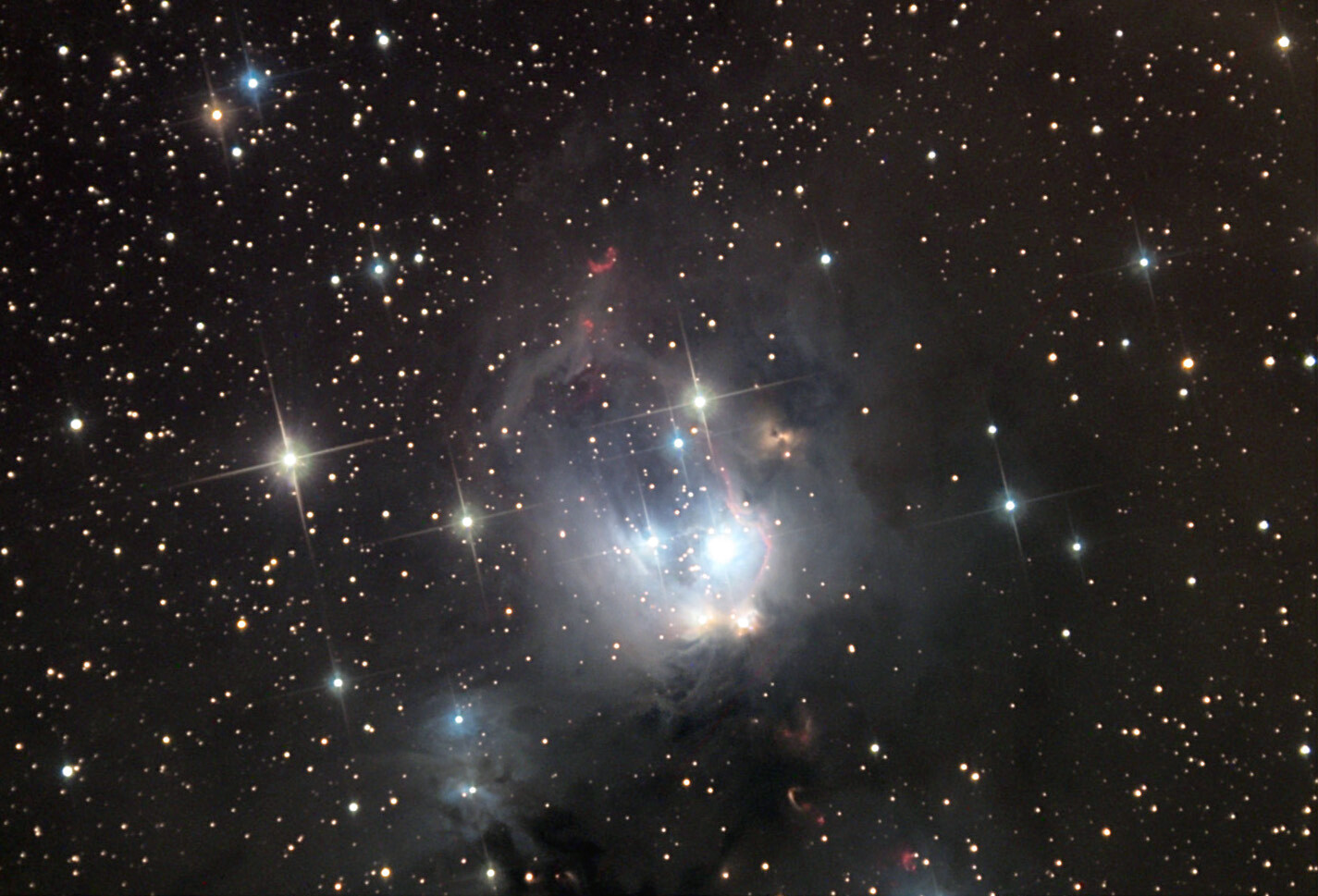
NGC 7129 par le par Adam Block (Observatoire du mont Lemmon/Université de l'Arizona).
NGC 7129 (KPNO/NOIRLab/NSF/AURA/George Seitz/Adam Block).
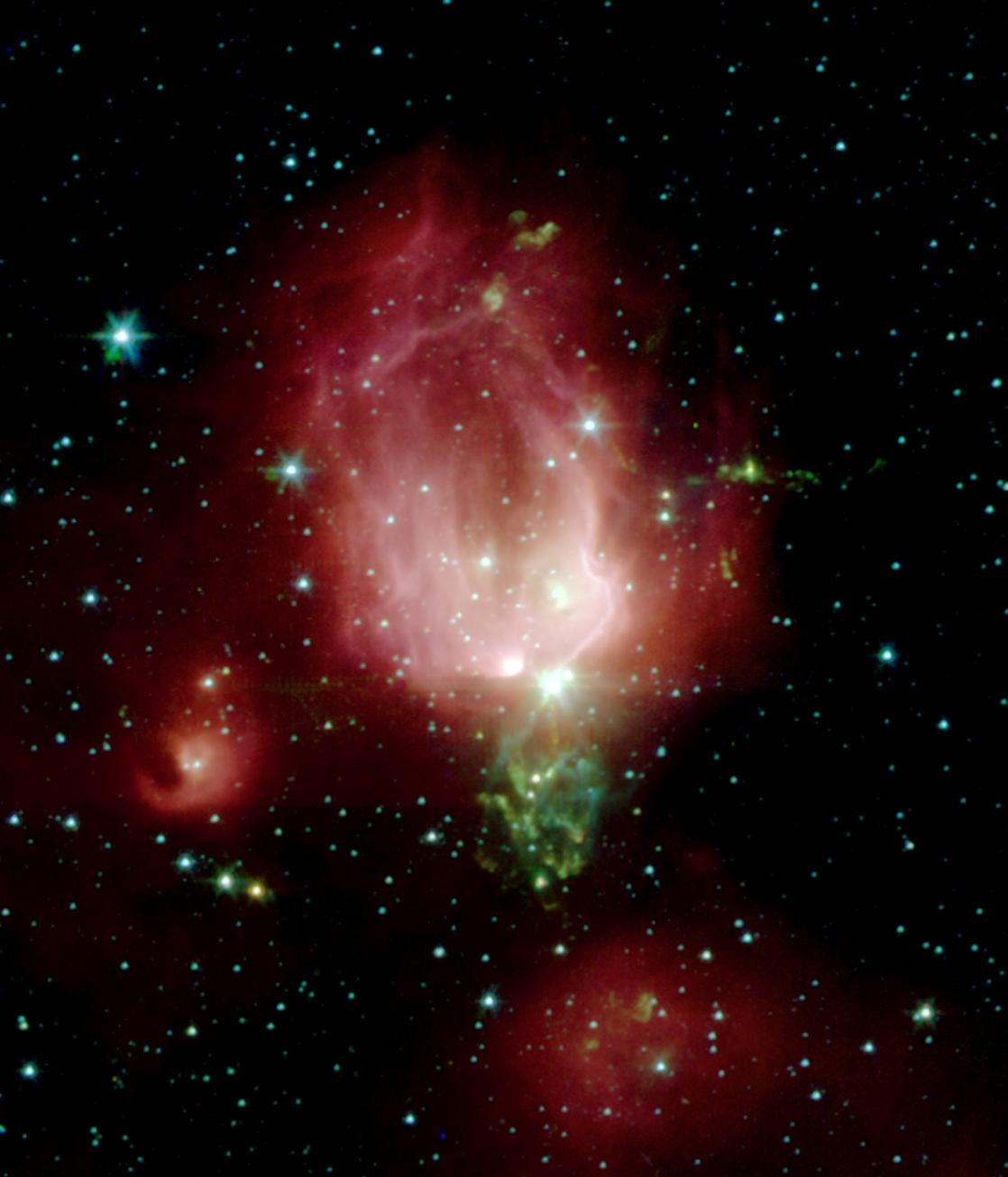
NGC 7129 dans le domaine de l'infrarouge par le télescope spatial Spitzer.